# Jardim Primavera (Coronel Fabriciano)
Jardim Primavera é um bairro do município brasileiro de Coronel Fabriciano, no interior do estado de Minas Gerais. Localiza-se no distrito Senador Melo Viana, estando situado no Setor 6. Segundo o censo demográfico de 2022, realizado pelo Instituto Brasileiro de Geografia e Estatística (IBGE), sua população era de 1 123 habitantes e havia 378 domicílios particulares permanentes ocupados.
De acordo com o IBGE, em 2010 a população era de 565 habitantes e havia 167 domicílios particulares.
O bairro foi criado na década de 1990, após a área ser loteada pela Terra Vale Empreendimentos, administrada por Nyssio Dias Luz.